# 鹿島参宮鉄道
鹿島参宮鉄道株式会社（かしまさんぐうてつどう）は、茨城県にかつて存在した鉄道・路線バス事業等を行っていた会社である。関東鉄道の前身会社。

## 概要
鹿島参宮鉄道は、大正時代に茨城県の石岡から鉾田を結ぶ鉄道経営のために設立された。また、玉造から延方までの路線延長も企図していた。霞ヶ浦の汽船事業により鹿島参宮の目的を果たしたが、鉄道の経営も厳しい中、集客できずに数年で撤退している。その後は本格的にバス事業に進出して、水郷地域の観光路線・生活路線を網羅していき、ガソリンが統制された第二次世界大戦前後を除いて会社の大きな収益の柱となった。常総筑波鉄道との合併前には、茨城県内の水戸から取手を結ぶ常磐線から東部のほぼすべての地域に路線バスを張り巡らせ、千葉県の佐原や銚子にも路線を延ばしている。1965年（昭和40年）6月1日に常総筑波鉄道と合併し関東鉄道となった。存続会社は鹿島参宮鉄道。

## 歴史

### 鉄道・船舶
- 1921年（大正10年）12月12日 - 行方鉄道発起人高柳淳之助に石岡町より玉造町に至る鉄道敷設の免許がおりる[1]。
- 1922年（大正11年）
  - 6月20日 - 玉造町より鉾田町に至る路線延長免許が交付[2]。
  - 9月3日 - 茨城県石岡町で行方鉄道創立総会、社名を鹿島参宮鉄道として発足[3]。
- 1924年（大正13年）6月8日 - 石岡 - 常陸小川間が開業[4]。1日6往復、客貨混合列車。
- 1926年（大正15年）
  - 8月15日 - 常陸小川 - 浜間が開業[5]。桃浦水泳場を開設、花火大会実施。
  - 11月15日 - 立花より延方に至る路線敷設免許取得[6]。昭和4年3月失効[7]。
- 1927年（昭和2年）5月17日 - 汽船参宮丸、霞丸、鹿島丸により浜 - 麻生 - 牛堀 - 潮来浜町 - 鹿島大社間の営業開始。
- 1928年（昭和3年）2月1日 - 浜 - 玉造町間が開業[8]。
- 1929年（昭和4年）
  - 5月16日 - 玉造町 - 鉾田間が開業し全通[9]。
  - 7月 - 旅客誘致のため各駅より桃浦駅への往復割引を実施。9月には榎本駅付近のキノコ狩りのための往復割引実施。
  - 12月1日 - 汽船、佐原航路新設。
- 1930年（昭和5年）
  - 7月19日 - 鉾田地先、滝浜に海水浴場設置、提携先とバス輸送を行う。無料自動車券つきクーポン式鉄道往復乗車券発売。
  - 9月6日 -  瓦斯倫動力併用認可[10]（ガソリンカー[11]）。
- 1931年（昭和6年）
  - 2月1日 - 四箇村、下馬場（常陸小川 - 桃浦間）、八木蒔、武田（玉造町 - 榎本間）、坂戸の停留所を開設。
  - 10月1日 - 船舶部門を東京通運が設立した水郷遊覧汽船に売却。
- 1940年（昭和15年） - 水戸専売局石岡酒精工場に至る引込線1.18km敷設。
- 1941年（昭和16年） - 四箇村、下馬場、八木蒔、武田、坂戸を休止。
- 1944年（昭和19年）5月13日 - 鹿島参宮鉄道が竜崎鉄道を合併[12]。
- 1951年（昭和26年） - 借宿前新設。四箇村、八木蒔の営業再開。
- 1959年（昭和34年） - 常陸小川、玉造町の駅舎改築。

### 自動車
- 1931年（昭和6年）7月1日 - 潮来自動車商会の乗合自動車を買収し、鹿島 - 大船津 - 潮来などの路線を運行。自動車事業に参入。
- 1932年（昭和7年）
  - 2月15日 - 石岡 - 小川間乗合自動車営業開始。
  - 7月1日 - 土浦自動車の高浜 - 潮来、玉造 - 鉾田、潮来 - 延方の路線を譲り受け営業開始。
- 1933年（昭和8年） - 牛堀 - 西代乗合路線開業、以後1935年にかけ西代から江戸崎へ路線を延長。
- 1936年（昭和11年）
  - 4月4日 - 水郷大橋開通に合わせ西代 - 佐原間臨時運行開始。
  - 8月11日 - 佐原 - 香取間の路線を持つ香取参宮自動車買収。
- 1937年（昭和12年）
  - 2月10日 - 西代 - 佐原間の本免許取得。鹿島神宮 - 潮来 - 佐原 - 香取神宮の参宮路線、江戸崎 - 佐原、玉造 - 麻生 - 佐原間の路線が誕生。
  - 3月26日 - 鹿島参宮自動車買収。水戸 - 鉾田 - 鹿島間などの路線を営業開始。12月には鉾田営業所で観光バス事業開始。
- 1943年（昭和18年） - 翌年にかけて戦時統合により、竜崎鉄道及び12の自動車会社を譲受。
- 1946年（昭和21年） - 戦時中休止した佐原 - 香取線の営業再開。以後1952年までに各地で再開。
- 1947年（昭和22年） - 土浦 - 江戸崎 - 佐原間を省営バス に譲渡（江戸崎 - 佐原間は1944年から休止していた）。
- 1950年（昭和25年） - 常総筑波鉄道と競合する藤代 - 取手線運行開始。
- 1952年（昭和27年） - 波崎 - 水戸間の長距離急行バス運行開始。
- 1959年（昭和34年） - 佐原 - 成田間の営業を開始し、千葉交通との相互乗り入れによる鹿島 - 成田線を開通。
- 1962年（昭和37年）12月11日 - 銚子大橋開通により、千葉交通と相互乗り入れによる波崎 - 銚子線を開通。
- 1965年（昭和40年）6月1日 - 常総筑波鉄道と鹿島参宮鉄道が合併して関東鉄道になる。合併前の自動車部門免許キロ程は993.3km。

## 鉄道事業

### 路線
- 竜ヶ崎線 - 現在の関東鉄道竜ヶ崎線
- 鉾田線 - 関東鉄道から鹿島鉄道として分社化される。2007年（平成19年）に廃止

### 車両
- 開業時 : ドイツ製機関車2両、客車（ハフ11他）6両、手荷物緩急車2両、有蓋貨車8両、無蓋貨車10両
- 1936年頃 : 6輪連結タンク機関車4両、ガソリン客車4両、付随客車6両、有蓋緩急車2両、有蓋車2両
- 1945年2月 : 機関車8両、ガソリン客車6両、客車14両、貨車27両
- 1948年2月 : 機関車9両、ガソリン客車6両、客車14両、貨車29両
- 1959年 : 蒸気機関車5両、内燃機関車1両、客車6両、内燃動車8両、貨車25両

#### 客車
合併前の竜崎鉄道の車両は竜崎鉄道を参照
- ハ5・6、ハ10-13・開業時に日本車輌東京支店で製造された木製2軸三等客車。ハ5・6は二三等合造車で設計されており短期間ロハ5・6となっていた[13]。
- ハフ30・35・1926年に古河鉱業の専用線[14]で使用された元国鉄木製2軸客車（ハフ3043・3044）を購入1935年廃車[13]。
- ハフ20 - 1942年、国鉄紀勢中線（元新宮鉄道）より払下げられた木製2軸客車。竣工図では製造年不明日本車輌東京支店製となっているが、明治34年（1901年）東京車輌製作所で上武鉄道が出自と考えられる[13]。
- ハフ21 - 1942年、国鉄紀勢中線（元新宮鉄道）より払下げられた木製2軸客車。竣工図では昭和18年（1943年）日本車輌東京支店製となっているが、実際は国電の始祖甲武鉄道の電車である。甲武鉄道→国鉄→佐久鉄道→新宮鉄道→国鉄→寿都鉄道→鹿島参宮鉄道と渡りあるいている[13]。
- ハフ22・23 - 1943年、五戸電気鉄道（南部鉄道）より購入した木製2軸客車。公式には昭和4年（1929年）8月小島栄次郎製となっているが外観は明治時代の木製2軸客車そのものであり車両ブローカーである小島栄次郎が中古品を売り込んだと考えられる。1955年12月に廃車となるまで鉾田線で使用された[13]。

## バス事業

### 車両
- 1931年7月 : シボレー12人乗り他5台
- 1934年 : 15台[15]
- 1936年 : 乗用用大型フォード16台、チェンジ式フォード10台、シボレー3台（銀バス）
- 1941年頃 : 大部分の自動車が代燃車（木炭自動車、ガソリン統制による）
- 1950年3月 : 乗合バス60台、貸切バス4台（平均定員38人、ディーゼル車は1/3）
- 1959年3月 : 乗合バス204台、貸切バス9台（平均定員63人）
- 1965年 : バス320台

## 他事業
- 不動産事業として住宅団地の宅地販売を行ったり、観光事業として潮来のあやめ園を開設した。